# Kustići
Kustići is een plaats in de gemeente Novalja in de Kroatische provincie Lika-Senj. De plaats telt 130 inwoners (2001).